# マウント・アイザ線
マウント・アイザ線（マウントアイザせん、英: Mount Isa Line）は、オーストラリア・クイーンズランド州タウンズビルのスチュアート駅 (Stuart) からマウント・アイザのマウント・アイザ駅までを結ぶクイーンズランド鉄道 (QR) の鉄道路線である。グレート・ノーザン鉄道 (Great Northern Railway) などと呼ばれることもある。
マウント・アイザ線からはいくつかの支線が分岐している。この記事ではこれらの支線についても述べる。

## 概要

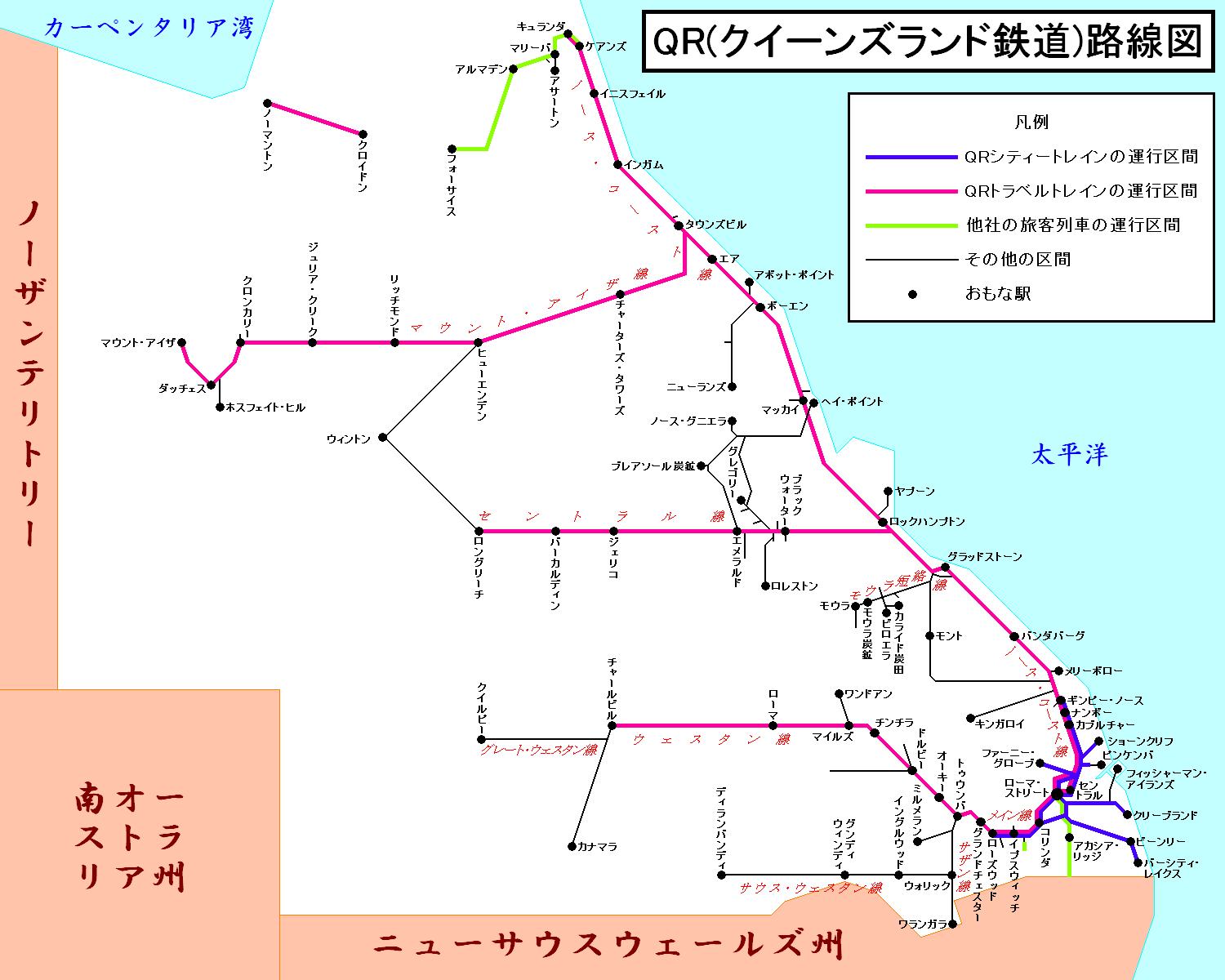
QR（クイーンズランド鉄道）路線図

東海岸のタウンズビル地区と内陸部の鉱山などを結び、貨物輸送を主体とする路線である。タウンズビル駅-スチュアート駅間の10.17kmの区間はのちにノース・コースト線に編入され、当路線はスチュアート駅でノース・コースト線から分岐する形態となった。起点のスチュアート駅から約60km南下したあと西に約700km進むとクロンカリー駅 (Cloncurry) に至る。その後は南西に約100km、さらに北西に約100km進んで終点のマウント・アイザ駅に到達する。
ヒューエンデン駅 (Hughenden)（スチュアート駅から377.48km）では南西に支線が分岐している。この支線は終点ウィントン駅 (Winton) でロックハンプトンからのセントラル線に接続している。クロンカリー駅（スチュアート駅から769.55km）では約2kmの短い支線が北に分岐している。Flynn（スチュアート駅から868.81km）ではホスフェイト・ヒル駅 (Phosphate Hill) までの約66kmの南に向かう支線が分岐している。

### 路線データ
- 路線距離:

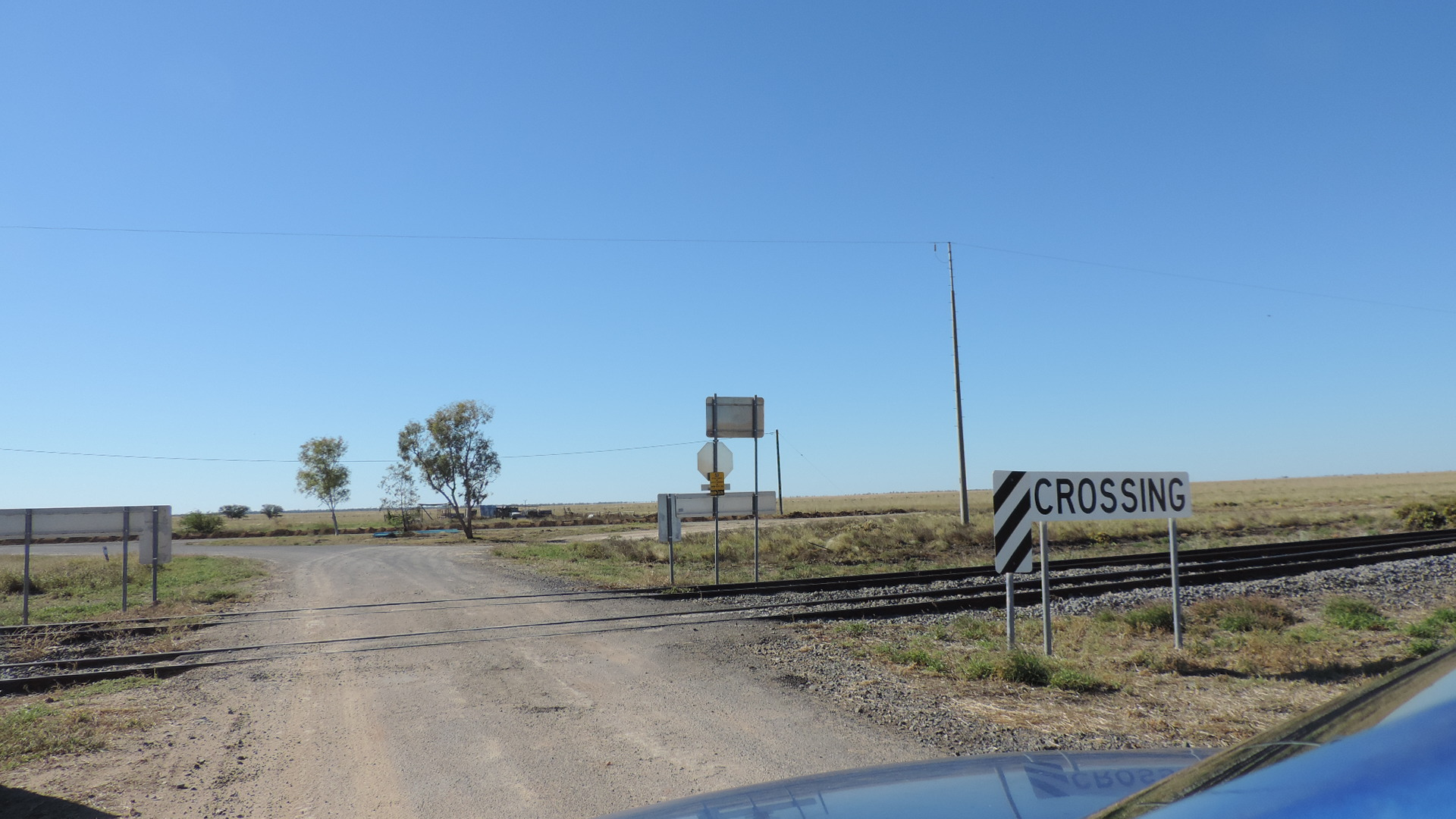
踏切

  - スチュアート駅 - マウント・アイザ駅 : 966.79km
    - （支線） ヒューエンデン駅 - ウィントン駅 : 212.45km
    - （支線） クロンカリー駅 - Cattle Yards : 2.15km
    - （支線） Flynn - ホスフェイト・ヒル駅 : 66.06km
- 軌間: 1067mm
- 複線区間: なし（全線単線）
- 電化区間: なし（全線非電化）

## 運行形態
当路線ではQRナショナルの子会社のARG (en:Australian Railroad Group) が貨物列車を運行している。
マウント・アイザ駅から東海岸の港まで銅と亜鉛を輸送する貨物列車が運行されている。ホスフェイト・ヒルはその名のとおりリン鉱山で、ホスフェイト・ヒル駅からタウンズビル地区までリン酸肥料を輸送する貨物列車が運行されている。
スチュアート駅-マウント・アイザ駅間ではタウンズビル駅から直通するトラベルトレインの長距離旅客列車も週2往復が運行されている。
ヒューエンデン駅-ウィントン駅間は休止中である。

## 歴史
当路線の終点マウント・アイザ駅は歴史的には支線の支線の支線に位置する。
スチュアート駅 - ヒューエンデン駅 - ウィントン駅間
1877年にタウンズビルとチャーターズ・タワーズ (Charters Towers) の金鉱とを結ぶ鉄道路線の建設が着手され、1882年にチャーターズ・タワーズ駅までの路線が開業した。続いて内陸部の牧畜業者のために1884年から順次延伸し1887年にヒューエンデンまで開業した。さらに1896年に南西方向への路線が着工され、1897年から順次延伸し1899年にウィントン駅まで開業した。1928年にロックハンプトンからのセントラル線がウィントン駅まで達し、当路線に接続した。
Mingela - レイヴンズウッド駅間（全線廃止）
1884年にレイヴンズウッド・ジャンクション (Ravenswood Junction)（スチュアート駅から81.64km、のちにMingelaに改称）から南東のレイヴンズウッドの金鉱に向けてレイヴンズウッド駅までの支線が開業した。1930年に廃止された。
ヒューエンデン駅 - Malbon - マウント・エリオット駅間（Malbon - マウント・エリオット駅間は廃止）
20世紀に入るとクロンカリー地方の鉱山を目指してヒューエンデン駅から西に向かう線路が建設され、1903年から順次延伸し1908年にクロンカリー駅まで開業し、そこから南に向きを変え1910年にはMalbonを経由して鉱山の町Kuridala、さらにセルウィンのマウント・エリオット駅 (Mount Elliott) まで延伸した。のちにMalbon-Kuridala-マウント・エリオット駅間は廃止された。
クロンカリー地区の支線（Cattle Yards 以北は廃止）
1915年にクロンカリーから北西に約100kmのマウント・カスバート駅 (Mount Cuthbert) まで支線が開業した。1917年にこの支線のOonaから分岐してDobbynの銅山までの支線が開業した。Cattle Yards 以北はのちに廃止された。
Malbon - ダジャーラ駅間（ダッチェス駅 - ダジャーラ駅間は廃止）

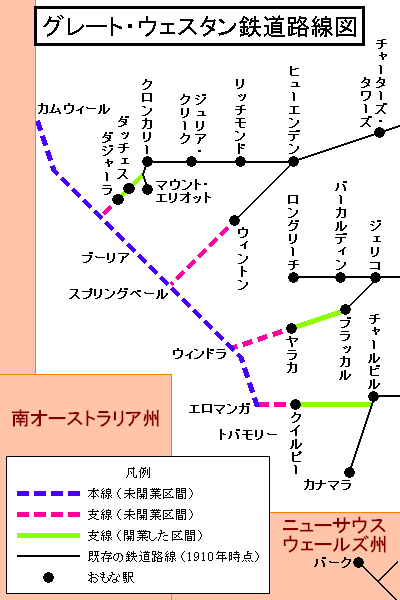
グレート・ウェスタン鉄道路線図: Malbon-ダジャーラ駅間はグレート・ウェスタン鉄道法に基づいて建設された。

 グレート・ウェスタン鉄道計画の一環としてMalbon（スチュアート駅から821.05km）から南西に分岐しダジャーラ駅 (Dajarra) までのフィーダー路線が1917年に開業した。本線のMalbon以南が廃止され当支線が本線格となった。グレート・ウェスタン鉄道は実現せず、ダッチェス駅 (Duchess) -ダジャーラ駅間はのちに廃止された。
Flynn - ホスフェイト・ヒル駅間
Malbon-ダジャーラ駅間の支線からさらに分岐して1976年にFlynnからホスフェイト・ヒル駅のリン鉱山に至る支線が開業した。
ダッチェス駅 - マウント・アイザ駅間
Malbon-ダジャーラ駅間の支線からさらに分岐して1929年にダッチェス駅-マウント・アイザ駅間が開業した。ダッチェス駅-ダジャーラ駅間が廃止され当支線が本線格となった。
1961年から1965年にかけて、マウント・アイザ鉱山の産出量を3倍にする決定とタウンズビルの精銅所新設に応じて、タウンズビル-マウント・アイザ間の全線の近代化工事が行われた。この工事は新線建設に匹敵する規模であり、QRの路線で初めて重量貨物が運転できる路線となった。